# Biegerhof

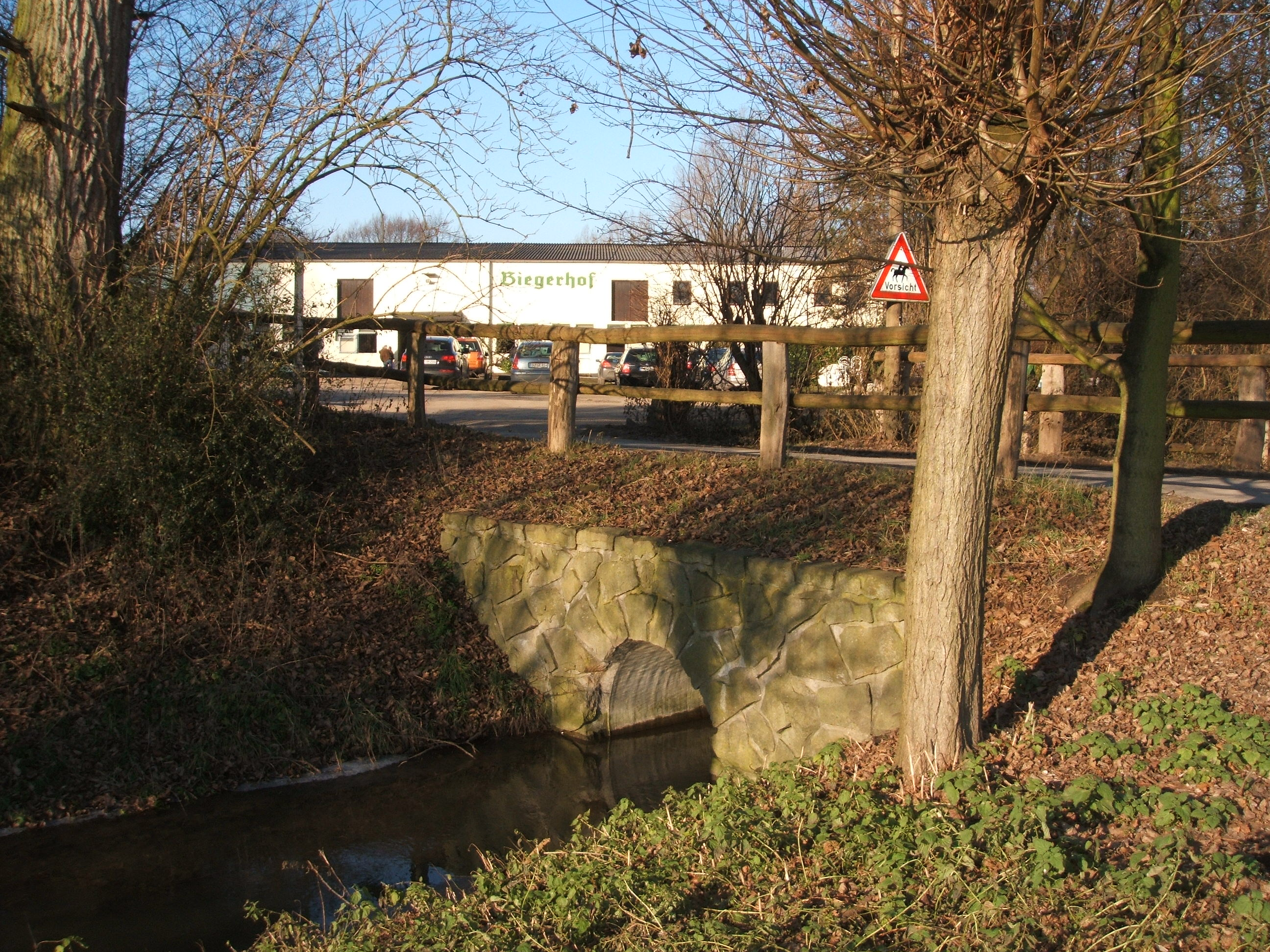
Zufahrt zum Biegerhof inkl. Angerbach

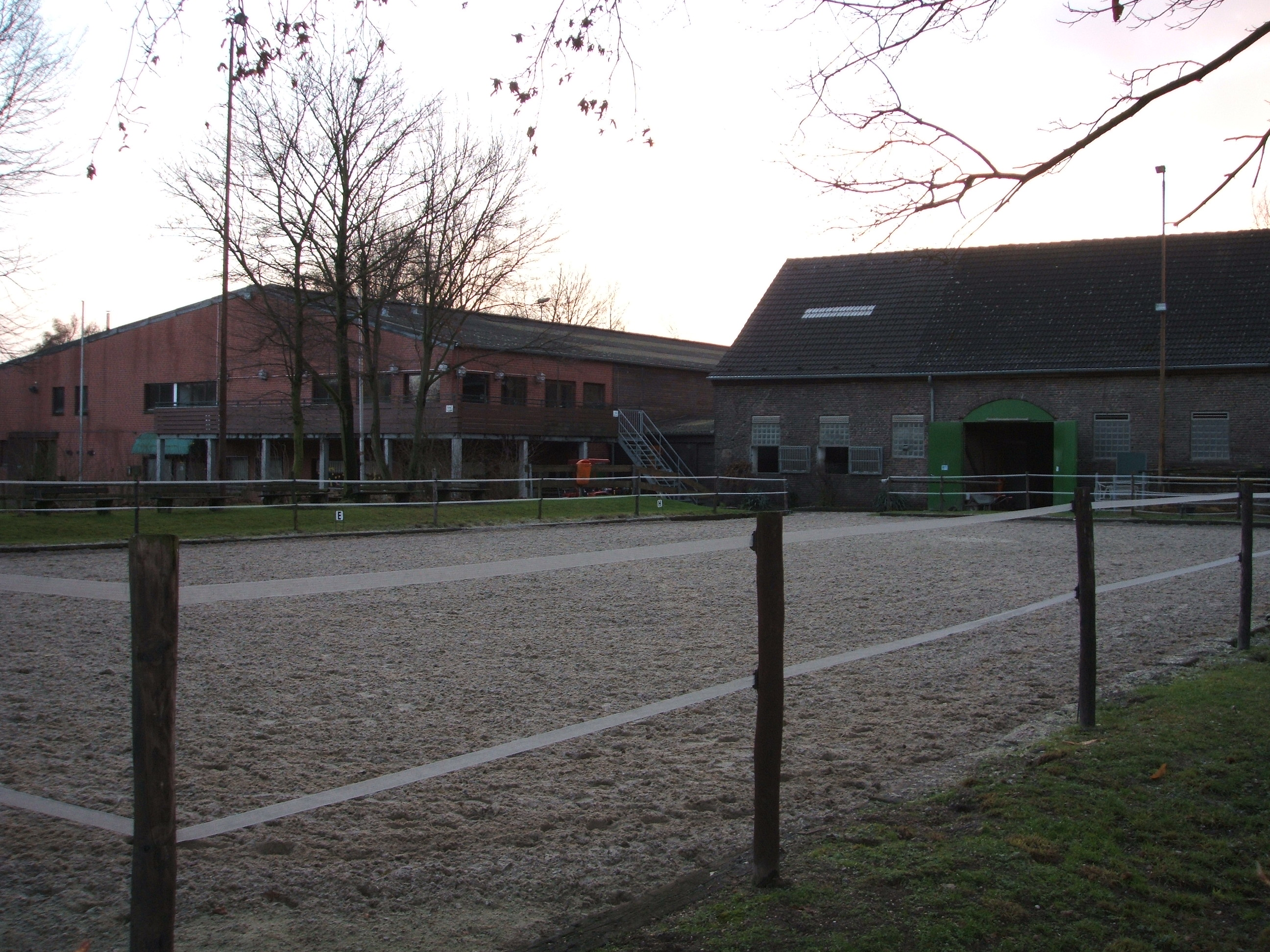
Reitanlage des Biegerhofs

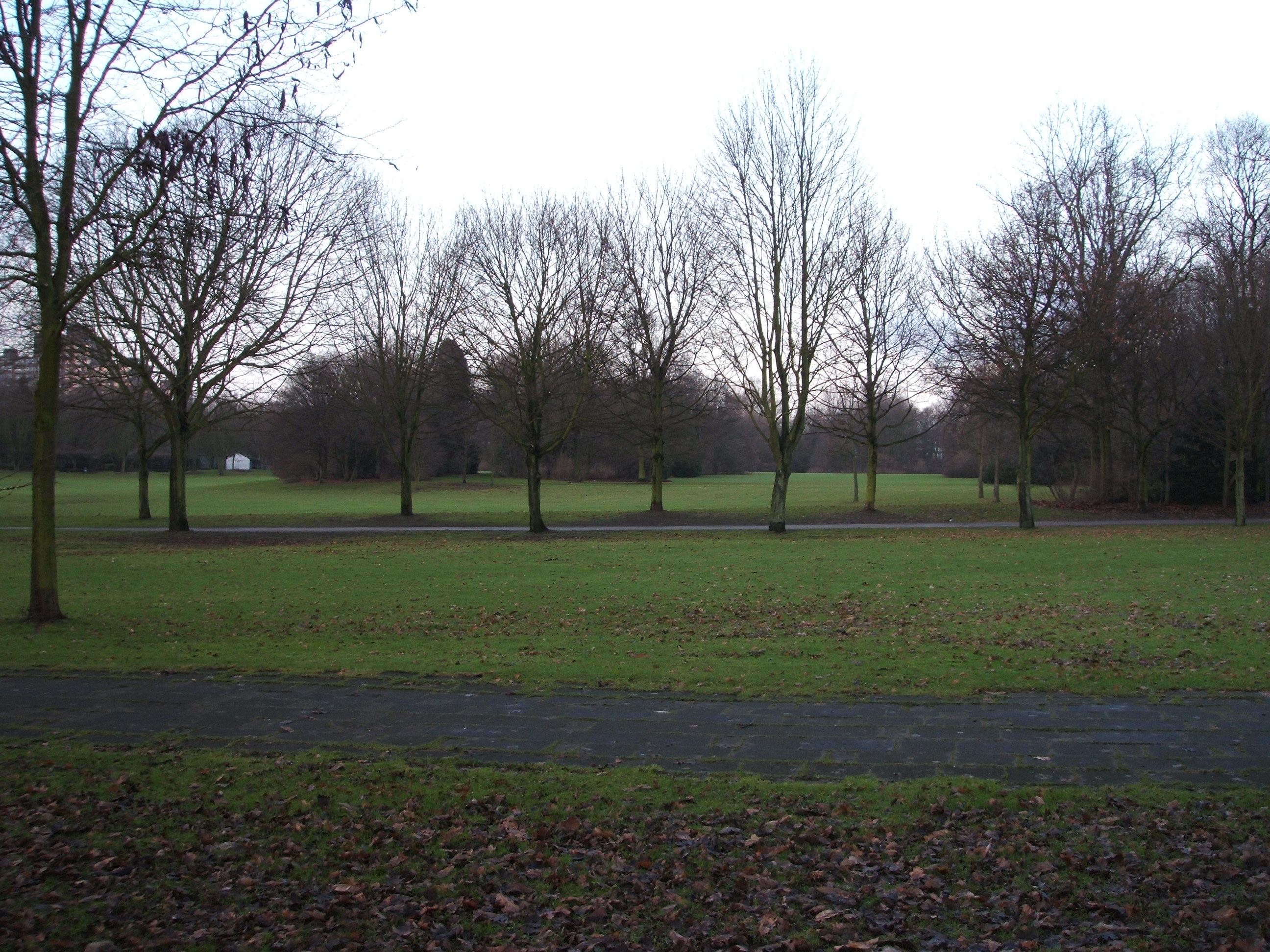
Blick in den Biegerpark

Der Biegerhof ist ein mittelalterlicher Hof im Duisburger Stadtteil Huckingen an der Grenze zu Buchholz und Wanheim-Angerhausen an dem alten Angerbach.

## Bedeutung des Namens
Der Name leitet sich ab von einem großen Bogen (der Biege) des Angerbachs, in dem der Biegerhof liegt.

## Geschichte
Im Jahr 1956 wurde ein umfangreiches Hofarchiv entdeckt, das der Duisburger Stadtarchivar Günter von Roden sichtete und ordnete. Archäologische Untersuchungen wurden zwar an den Fundamenten des Bauernhofs durchgeführt, nicht jedoch an dem nahe gelegenen großen, künstlich errichteten Erdhügel. Der Hügel, auf dessen Spitze Mauerreste gefunden wurden und der möglicherweise den ältesten Teil des Biegerhofs bildet, befindet sich in einer Niederung des Angerbachs. Es wird vermutet, dass es sich bei der gesamten Anlage um eine mittelalterliche Wasserburg vom Typus einer Motte (Turmhügelburg) handelt. Der Biegerhof wäre danach der Wirtschaftshof für den Herrensitz auf dem Erdhügel gewesen, der laut mündlichen Überlieferungen bei Hochwasser auch als Rettungsinsel genutzt wurde.
Der Biegerhof wird urkundlich erstmals am 16. April 1374 als Lehnshof der Grafen von Berg erwähnt. Die Geschichte des Hofs reicht aber vermutlich bis in die fränkische Zeit (5.–8. Jahrhundert) zurück. 1104 bezieht sich der Abt von (Essen-)Werden, Rutloff (Rudolf I.) von der Mark, auf den Hof als te Biege. Zum Hof gehörte auch eine Mühle, wahrscheinlich am benachbarten Spick gelegen. Sie war durch herzögliche Privilegien von 1404 und 1450 dem Mahlzwang nicht unterworfen. Von der Mühle fehlt heute jede Spur.
Am 9. April 1508 veranlasste Johann von Limburg, der letzte Herr von Broich aus dem Hause Limburg, seinen Lehnsherrn Herzog von Berg, Johanns Schwiegersohn Wirich von Daun, Grafen zu Falkenstein und Herrn zu Oberstein, als Gatten seiner Adoptivtochter Irmgard von Sayn und zukünftigen Herrn von Limburg und Broich mit dem Biegerhof zu belehnen.
Im Dreißigjährigen Krieg (1618–1648) erließen Wilhelm von Nassau, General der Generalstaaten, und Wilhelm Wirich von Daun-Falkenstein Schutzbriefe, so dass der Hof von Kriegslasten verschont blieb, obwohl im Umfeld offensichtlich einige Verwüstungen stattfanden. 1645 etwa musste sich Wilhelm Wirich mit nur 18 anstatt 24 Heister Holz aus der Huckinger Mark zufriedengeben, da die Gemarke von Soldaten aus Haus Angerort verdorben worden war. Wenige Jahre später, 1648, übertrug Wilhelm Wirich den Biegerhof gegen ein Darlehen von 2000 Reichstalern für 10 Jahre an die Eheleute Hans Wendell Beckh und Sibilla. Im 1. Viertel des Jahres 1658 wurde der Biegerhof dann durch Hochwasser und Eisgang stark beschädigt. Auch das Vieh kam um.
Zwar war der Hof im Gegensatz zu vielen anderen Höfen jener Zeit als bergisches Lehen von kirchlichen Einrichtungen unabhängig, doch wurde das Lehen in der zweiten Hälfte des 17. Jahrhunderts vom Pfalzgraf Philipp zu Jülich-Berg und Pfalzgrafen von Neuberg wegen übermäßiger Verschuldung des Hofes eingezogen und der Hof 1678 an die Jesuiten in Düsseldorf verpfändet, weshalb der Hof auch einige Zeit Jesuitenhof zu Huckingen genannt wurde. 1734 hatten die Pächter des Jesuitenhofs um eine Holzlieferung gebeten. Herzog Karl Philipp erkundigte sich nach dem Stand. 1737 baten der Mündelheimer Pfarrer Borrigs und einige Huckinger um Erlaubnis, einen Ziegelofen auf dem Bieger-Feld errichten zu dürfen.
Die Aufsitzer des Biegerhofs nannten sich ingen Biege oder einfach Bieger, woraus dann schließlich der Familienname der Pächter und späteren Eigentümer des Biegerhofs wurde. Bekannt ist ein Pachtbrief vom 1. Dezember 1798, in dem die Pacht nach dem Tod seines Vaters Peter Bieger an Heinrich Bieger übertragen wird. 1799 wurde der Biegerhof erneut durch ein Jahrhunderthochwasser stark beschädigt. Nach der Säkularisation unter Napoleon wurde der Hof 1807 vom bergischen Schulfonds an die Familie Bieger verkauft, die den Hof dann über mehrere Generationen hielt. 1960 verkaufte die Familie Bieger den Hof mit seinen 300.000 m² an die Stadt Duisburg.

## Heutige Nutzung
Ab 1961 baute die Stadt Duisburg den Biegerhof als Naherholungsgebiet für die südlichen Ortsteile Wanheim-Angerhausen, Buchholz und Huckingen aus. Der Biegerhof und der angeschlossene Erholungspark sind heute ein Bodendenkmal und, aufgrund der vorhandenen Artenvielfalt und seiner Bedeutung als Brut- und Nahrungsbiotop, Landschaftsschutzgebiet der Stadt Duisburg. 
Der Park mit seinem 7 km langen Wegenetz beinhaltet u. a. verschiedene Spielplätze, eine Boule-Bahn, zwei Bürger- und einen Biergarten. Östlich vom Bauernhof wurde eine Reithalle gebaut, in der seit 1964 der Duisburger Reiterverein 64 e. V. untergebracht ist. Auf den Außenanlagen und einem 1,3 km Rundreitweg können Parkbesucher die Reitaktivitäten beobachten.